# Pałac Dożów

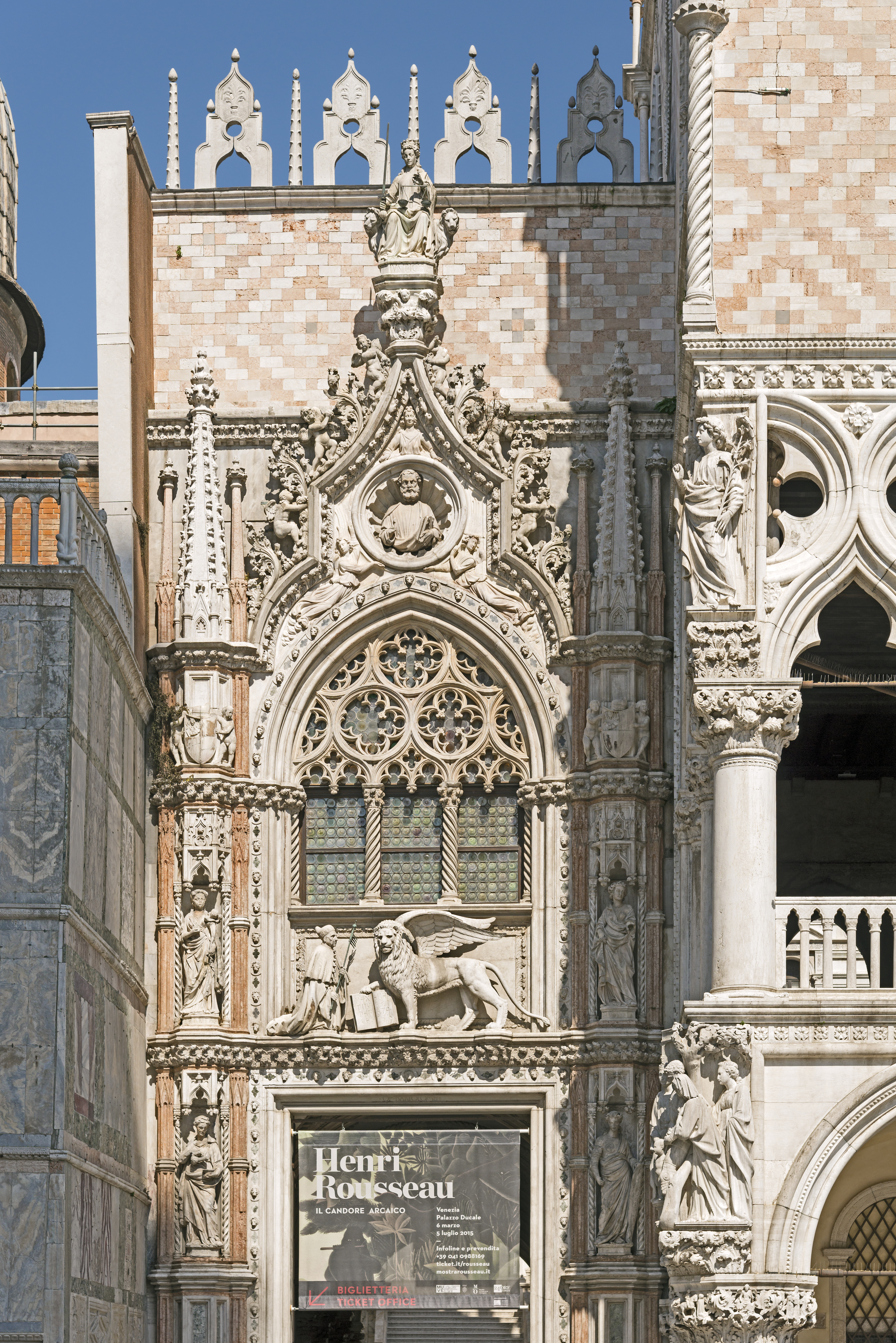
Porta della Carta, nad wejściem widoczny lew św. Marka

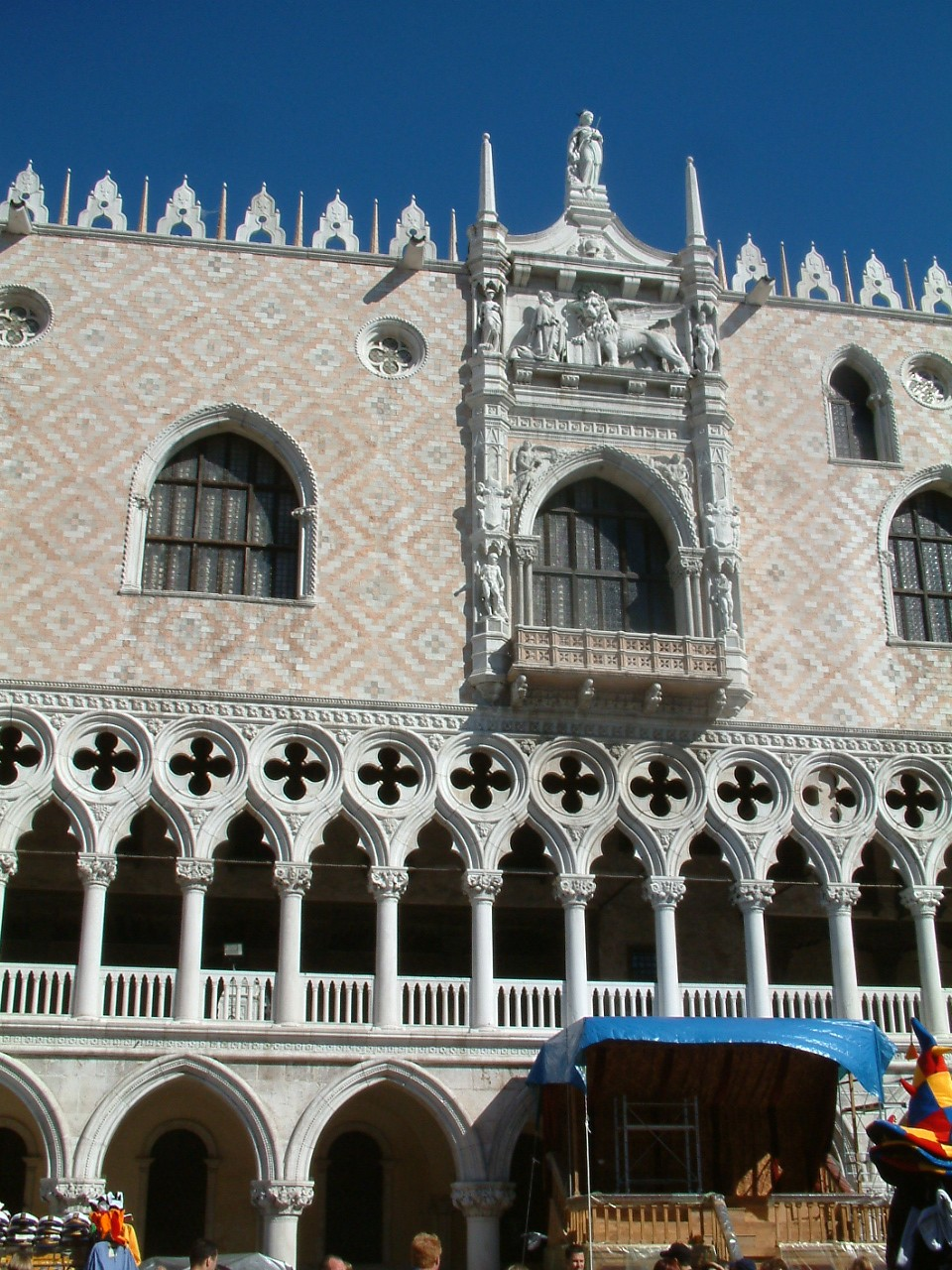
Fragment elewacji - widok od strony Piazzetty

Pałac Dożów (wł. Palazzo Ducale) – gotycka siedziba władców i rządu Wenecji.

## Historia
W pierwszym okresie miał charakter obronny. Pierwsza budowla powstała na miejscu bizantyjskiego zamku w 814 roku. Zniszczył ją pożar wywołany podczas powstania przeciwko doży w 976. Odbudowana w XI wieku, była wielokrotnie rozbudowywana i przebudowywana. Doża Sebastiano Ziani wprowadził wiele radykalnych zmian. Zmienił układ funkcjonalny pałacu Dożów (m.in. polecił zbudować osobny budynek tzw. Starej Prokuracji przy placu św. Marka, do którego przeprowadzono wyższych rangą urzędników). Kolejne istotne zmiany zostały wprowadzone w okresie od 1309 do 1424 r. 
W 1340 roku wzdłuż wybrzeża rozpoczęto dobudowę gmachu Wielkiej Rady (Maggior Consiglio). Uroczyste poświęcenie odbyło się w 1419, a trzy lata później rozpoczęły się prace nad przedłużeniem budynku w głąb Piazzetty. Nowy budynek uzyskał fasadę z dwukondygnacyjnymi, ażurowymi arkadami. 
Główne wejście do pałacu Porta della Carta znajduje się przy budynku bazyliki św. Marka. Prace nad jego budową doża Francesco Foscari powierzył Bartolomeowi i Giovanniemu Buonom w 1438 r. Prace ukończono w 1442 w gotyckim stylu flamboyant. Nad wejściem umieszczono postać doży klęczącego przed lwem (na stronach księgi są widoczne słowa: Pax tibi, Marce evangelista meus Pokój tobie Marku, Ewangelisto mój... tutaj spocznie twoje ciało). Obecnie w portalu znajdują się tylko kopie rzeźb, oryginały zostały zniszczone w 1797 przez mistrza kamieniarskiego na polecenie Napoleona (ocalała tylko głowa doży, która obecnie znajduje się w muzeum).
W 1483 podczas pożaru została zniszczona część budynku. Odbudowa podjął się Antonio Rizzo. Jego dziełem są także schody Gigantów (Scala dei Giganti) znajdujące się na dziedzińcu, naprzeciw głównego wejścia. Ukończone w 1491 r. schody prowadzą na I piętro. W połowie XVI wieku ozdobiono je dwoma posągami Marsa i Neptuna (rzeźby Jacopo Sansovino). Pracę Rizzo kontynuowali architekci: Pietro Lombardo, Giorgio Spavento, Antonio di Pietro - Scarpagnino oraz Bartolomeo Manapola (ok. 1600 r.).
Pałac Dożów to trzykondygnacyjny budynek obejmujący z trzech stron wewnętrzny, renesansowy dziedziniec (dziedziniec zamyka bazylika św. Marka). Od strony nadbrzeża i Piazzetty na parterze i I piętrze posiada arkadowe loggie. Ściana II piętra jest ozdobiona płytami dwukolorowego kamienia. W środkowej części elewacji, pomiędzy oknami, umieszczono płaskorzeźby nawiązujące do wystroju architektonicznego Porta della Carta. Całość wieńczy ażurowa attyka. Skrzydło usytuowane wzdłuż kanału Pałacowego łączy Most Westchnień z budynkiem nowego więzienia (wcześniej więzienie tzw. Piombi znajdowało się na strychu pałacu, pod dachem z ciężkich, ołowianych płyt oraz w piwnicach pałacu). Łucja Rautenstrauchowa w swym reportażu „Miasta, góry i doliny” (t.1, 1844) pisała:

...pałac Doży - gmach innéj postaci, jak wszystkie książęce pałace, bo w Wenecyi wszystko inne, jako ona sama. Tam dach spoczywa na więzieniach, fundamenta także z więzień się składają. W pierwszych słońce rozpalając metalowe pokrycie, odmawiało powietrza nieszczęśliwemu więźniowi, w drugich do połowy gnił w wodzie. Daléj jeszcze więzienie przedzielone z pałacem Doży wązkim kanałem, którego czarne wody krocie pochłonęły zbrodni, wieczną je pokrywając tajemnicą - a połączone z nim krytym mostem... mostem sławnym..., il ponte dei sospiri!

Po utracie niepodległości pałac Dożów stał się siedzibą władz francuskich, później austriackich. W latach 1811–1904 część pomieszczeń zajmowała biblioteka Marciana.
Obecnie w gmachu znajdują się muzeum Museo dell'Opera z ekspozycją 42 oryginalnych kapiteli z arkad na elewacjach zewnętrznych (zgromadzone po renowacji przeprowadzonej pod koniec XIX wieku). Do zwiedzania udostępnione są także pomieszczenia pałacowe dekorowane freskami m.in. Veronesego (np. Apoteoza Wenecji) i Jacopo Tintoretto (np. Raj). Na fryzie Sali del Maggior Consiglio umieszczono poczet 76 dożów weneckich. Miejsce, w którym powinien znajdować się portret doży Marino Faliero zasłonięte jest kirem (doża został ścięty w 1355 za spiskowanie przeciw republice).